# Ancienne synagogue d'Aix-la-Chapelle (1862-1938)

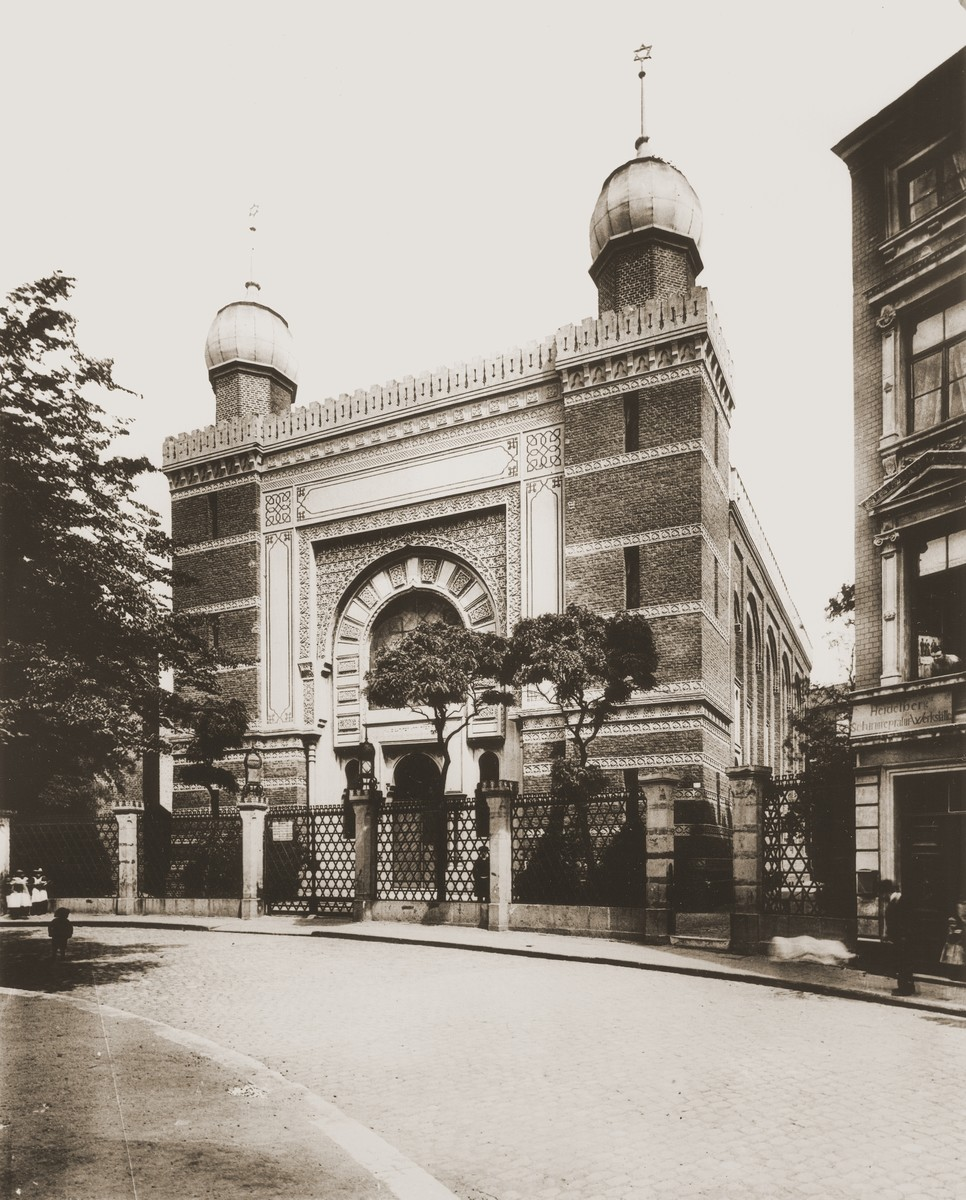
L'ancienne synagogue d'Aix-la-Chapelle.

L'ancienne synagogue d'Aix-la-Chapelle a été construite de 1860 à 1862 d'après les plans et sous le contrôle de l'architecte d'Aix-la-Chapelle Wilhelm Wickop. La synagogue se trouvait sur la Promenaden-Platz, qui depuis 1984 se nomme la Synagogenplatz. Elle a été détruite pendant la nuit de Cristal, comme une grande partie des lieux de culte juif en Allemagne.
Aix-la-Chapelle est une ville allemande située dans le district de Cologne dans le Land de Rhénanie-du-Nord-Westphalie, à quelques kilomètres seulement de la frontière avec les Pays-Bas. Elle compte actuellement plus de 240 000 habitants.

## Histoire de la communauté juive

### La communauté juive au Moyen Âge
Les premiers documents attestant de la présence juive à Aix-la-Chapelle date de l'époque carolingienne. Le premier Juif connu d'Aix-la-Chapelle, se nomme Isaak et fait partie comme interprète de la légation envoyée en 797 par Charlemagne auprès du calife Hâroun ar-Rachîd. Aucun document ne fournit de preuve de la présence de Juifs dans la ville au cours des siècles suivants. Ce n'est qu'à partir du milieu du XIIIe siècle que l'on a des informations éparses sur leur présence, d'après un registre de contrôle des entrées en ville.
Même à l'époque de la peste noire de 1348-1349, et de ses émeutes antijuives, nous ne possédons aucune information concernant d'éventuels pogroms à Aix-la-Chapelle, ce qui pourrait signifier qu'aucun Juif ne vivait alors dans la ville. Il semble que jusqu'au XVIIIe siècle, il n'y ait eu à Aix-la-Chapelle aucune communauté juive permanente et organisée. Quelques familles isolées y ont vécu par exemple à la fin du XVIe siècle, mais en 1629, ils ont été expulsés et se sont installées dans le village voisin de Burtscheid.

### LesXIXeetXXesièclesjusqu'à l'avènement du nazisme
Une communauté juive se forme pendant l'occupation française. En 1801, les Juifs d'Aix-la-Chapelle sont des citoyens français à part entière, dépendant de la législation napoléonienne. Mais un décret de 1808, restreint l'égalité des droits qui leur était consentie dans le domaine du commerce et de la liberté d'installation. Ces restrictions sont conservées quand Aix-la-Chapelle redevient prussienne en 1815.
Ce n'est qu'au milieu du XIXe siècle que les Juifs obtiennent l'égalité civique, mais certaines inégalités perdurent principalement dans la haute fonction publique et dans l'armée. En 1861 la communauté juive d'Aix-la-Chapelle est constituée en tant qu'association de droit public. La communauté couvre non seulement la ville, mais aussi l'arrondissement d'Aix, ainsi que les villes de Burtscheid, Haaren, Kornelimünster, Richterich et Wurselen où vivent des Juifs. Les membres de la communauté juive vivent dispersés au travers de la ville et leur situation économique est généralement bonne. Les Juifs sont actifs dans l'industrie textile et le commerce et plusieurs usines d'habillement sont la propriété de Juifs. De nombreux Juifs sont aussi dans l'enseignement ou exercent une profession libérale, docteur, dentiste ou avocat. Compte tenu de leur influence économique, plusieurs riches Juifs occupent des fonctions au sein d'institutions ou d'organisations municipales. La plupart des Juifs d'Aix-la-Chapelle sont dès la fin du XIXe siècle bien assimilés parmi le reste de la population allemande, bien que subsistent encore quelques tensions et oppositions sociales.
« Aix-la-Chapelle n'est pas une ville qui se soit distinguée jusqu'à présent par une tolérance particulière. Aix-la-Chapelle est une ville d'usines où domine l'industrie, et il est bien connu que les gens y sont souvent plus intolérants que le fanatisme religieux. Mais aussi le fanatisme religieux n’est pas absent, car Aix-la-Chapelle est une ville catholique…Cela signifie beaucoup qu'actuellement un Juif soit élu au conseil municipal. »
Le lieu de la première synagogue d'Aix-la-Chapelle est inconnu: une salle de prière est utilisée dans les années 1815-1825, associée à une école communautaire. Une grande synagogue dans la Hirschgraben fonctionne de 1839 à 1862, date à laquelle une plus grande synagogue est édifiée dans la Promenadenstraße pour répondre à l'accroissement constant de la communauté.
L'école juive d'Aix-la-Chapelle existe depuis 1826, d'abord comme une école privée puis comme une école élémentaire municipale. Le coût de fonctionnement de l'école est supporté par les membres de la communauté, mais celle-ci reçoit aussi des subventions de la ville et de l'État. À la fin du XIXe siècle, l'école accueille quelque 100 enfants juifs, mais ce nombre diminuera au cours des années suivantes. À partir de 1928, la petite école juive se trouve dans l'ancien bâtiment de l'école d'enseignement spécialisé au 39 rue Zum Bergdriesch.
Jusqu'en 1822, les Juifs d'Aix-la-Chapelle enterrent leurs morts soit au cimetière juif de Düren en Allemagne, distant d'environ 35 km, soit à celui de Vaals aux Pays-Bas distant de seulement 5 km. Le cimetière juif de la ville n'est créé qu'à cette date dans la Lütticher Straße, anciennement Emmichstraße.
En 1808, on compte 55 Juifs à Aix-la Chapelle. Ils sont 87 en 1812, 125 en 1817, 222 en 1842. En 1852 avec 358 personnes ils représentent 0,7 % de la population totale de la ville. En 1871 on en compte 825 soit 1,1 % de la population, en 1900 ils sont 1 580 soit 1,2 % de la population. Le maximum est atteint en 1905 avec 1 665 Juifs. Puis leur nombre va légèrement diminué.
Le 10 juin 1913, la communauté inaugure un foyer pour personnes âgées et malades.
La forte position des Juifs dans la vie économique d'Aix-la-Chapelle reste intacte même après la Première Guerre mondiale. Dès 1924, il existe une section locale du mouvement sioniste, mais ce n'est qu'à partir du début des années 1930, avec la recrudescence de l'antisémitisme que le nombre de ses membres devient important.
Il y a encore 1 348 Juifs en 1933 à l'arrivée au pouvoir d'Hitler, sur une population totale de 162 774habitants, soit à peine 0,83 % de la population de la ville. Une proportion non négligeable de la communauté juive appartient à la classe supérieure. En plus des industriels et hommes d'affaires, il y a de nombreux universitaires, des avocats, des médecins, des pharmaciens, des enseignants et des professeurs juifs. Beaucoup vont alors tenter de quitter l'Allemagne. Il en reste encore 786 en 1937 et 817 en octobre 1939.

### La période du nazisme
Le 1er avril 1933 à 10h00, commence officiellement à Aix-la-Chapelle le boycott des magasins et des entreprises juives, mais déjà la veille, des membres de la SA avaient forcé les commerçants juifs à fermer leurs boutiques et avaient harcelé leurs clients. Le journal Aachener Anzeiger - Politisches Tageblatt raconte: 
« Au cours de l'action, les curieux se sont rassemblés devant les maisons concernées et ont adhéré librement et de façon discipliné au boycott. Les gardes SA pouvaient par conséquent être retirés, aux environs de midi, de devant les commerces, car aucune tentative pour briser le boycott n'avait eu lieu. Dans certaines rues, des membres de la SA s'étaient postés avec des appareils photographiques pour photographier les personnes réfractaires…Comme dans la ville, aucun incident n'a été signalé dans la région. Partout dans le district, le boycott pourra être exécuté comme prévu. »
À la Technische Hochschule Aachen (Université technique de Rhénanie-Westphalie à Aix-la-Chapelle), le boycott est mis en place à l'instigation des étudiants de la Nationalsozialistischer Deutscher Studentenbund (Union des étudiants nationaux-socialistes allemands) qui perturbent les cours et les séminaires des professeurs juifs. Quelques mois plus tard, la quasi-totalité des professeurs juifs perdent leur emploi à cause de la loi sur la restauration de la fonction publique.
Après un apaisement temporaire, la situation empire en 1935 avec des émeutes et des campagnes de propagande antijuive. De plus en plus de Juifs d'Aix-la-Chapelle quittent l'Allemagne principalement pour les Pays-Bas et la Palestine.

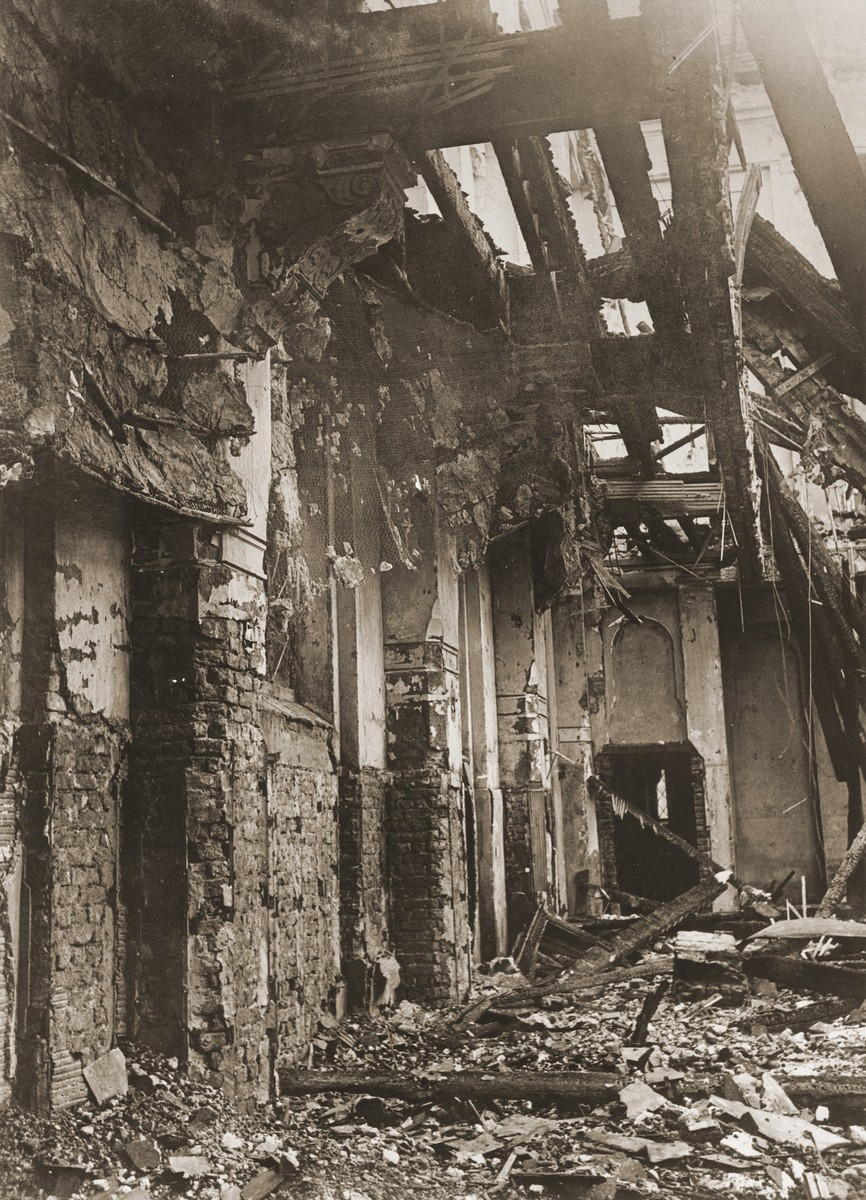
L'ancienne synagogue d'Aix-la-Chapelle après la nuit de Cristal.

Lors de la nuit de Cristal, du 9 au 10 novembre 1938, la synagogue est incendiée et plus de 70 hommes juifs, parmi les plus riches et les plus influents de la communauté, sont mis en détention préventive au camp de concentration de Buchenwald ainsi qu'au camp de concentration de Sachsenhausen, rejoints par d'autres Juifs du district. Les magasins juifs sont pillés et leur marchandise jetée dehors. « Les sept vitrines du magasin de chaussures Speier sont brisées. Tout est détruit à l'intérieur, et les marchandises sont dispersées sur la route. La même chose arrive à la maison de confection Stern und Marx, ainsi qu'au magasin de vêtements Winterfeld dans la Cornelius Straße. En plus les produits en caoutchouc de l'entreprise Saul, la literie du magasin Seelmann, le commerce de gros Bär, le restaurant Schild et de nombreuses autres entreprises sont mis à sac ». Les écoles ont été fermées le 10 novembre, permettant aux jeunes de constater les dégâts et de participer au pillage.
Avec l'aryanisation des biens juifs, de nombreuses familles se retrouvent sans ressource et doivent survivre sur leurs économies. Les autorités nazies en profitent pour envoyer les personnes valides dans des camps de travail forcé, car:
« En aucun cas, on ne peut tolérer que dans la lutte actuelle du peuple allemand, les Juifs résidant ici puissent vivre exclusivement de leur fortune et s'adonner à l'oisiveté, pendant que tous nos camarades allemands doivent fournir leur contribution active à notre lutte… »
Les camps de travail forcé sont situés tout d'abord dans la Jülicher Straße et à Walheim et plus tard à Stolberg. Dès le printemps 1941, les Juifs restés à Aix-la-Chapelle sont confinés dans des Judenhäuser (maisons des Juifs) au 95 Alexanderstraße, 249 Eupener Straße, 28 Försterstraße, 21 Promenadenstraße, 22 Königstraße et au 285 de la Trierer Straße. Les personnes âgées sont regroupées dans une maison de retraite juive sur la Kalverbenden, où elles s'entassent à plus de 200. À partir de mars 1942, commencent les déportation vers l'est, principalement vers le camp de Theresienstadt. Le dernier résident juif d'Aix-la-Chapelle est arrêté en septembre 1944, envoyé au camp V à Müngersdorf près de Cologne, avant d'être déporté à Theresienstadt.
Plus de 350 Juifs d'Aix-la-Chapelle ont péri durant la Shoah.

## Histoire de la synagogue

### Sa construction
Une salle de prière existe depuis le début du XIXe siècle. Elle est remplacée par une synagogue inaugurée le 4 janvier 1839, située dans un bâtiment au 829a Hirschgraben. Un éclairage moderne à gaz est offert par Sir Moïse Montefiore, un riche philanthrope anglais. Dès 1850, les hommes et les femmes participent à l'office, les femmes à droite de la salle et les hommes à gauche. Les offices sont accompagnés par une chorale et par de la musique d'orgue.
Cette synagogue s'avère rapidement trop petite et après sept années de planification, la communauté achète en 1860 un terrain sur la Promenadenstraße pour y bâtir une nouvelle synagogue. Celle-ci est inaugurée les 18 et 19 septembre 1862 par le rabbin de Bonn, Dr. Ludwig Philippson, en présence des principales notabilités de la ville 
Lors de sa construction, un étui contenant le message suivant est scellé dans les fondations:
« Nos futurs petits-enfants pourront comprendre de cette façon, combien à notre époque la tolérance à l'égard de nos coreligionnaires était grande, grâce à Dieu, et combien notre communauté était respectée par ses concitoyens chrétiens. »
Le bâtiment en brique de la synagogue comporte aussi un petit oratoire (Stibl) qui sera utilisé ultérieurement par des Juifs en provenance d'Europe de l'Est, et à côté la maison communautaire. En 1868, le site est agrandi par la construction d'un bâtiment scolaire.
En 1903 puis en 1929, la synagogue fait l'objet d'une restauration avec agrandissement.

### Architecture
La synagogue construite selon les plans et sous la supervision de l’architecte d'Aix-la-Chapelle, Wilhelm Wickop, s'insère en hauteur et en ampleur dans son environnement, mais se singularise par son style architectural mauresque particulier.
La façade tripartite se compose d'une partie centrale plus large et deux tours d'angle plus étroites, structurées horizontalement en particulier par une frise à la hauteur de la voûte de la porte et verticalement par trois ouvertures étroites superposées. Le style néo-mauresque est souligné par le gigantesque portail qui couvre cinq sixièmes de la hauteur totale. L'élément principal du portail est un relief mural rectangulaire en retrait, percé en sa partie inférieure par une porte à arc plein cintre et par deux fenêtres à arc en fer à cheval, et en sa partie supérieure par un grand arc plein cintre avec une fenêtre ronde en son centre. La façade est couronnée d'un bandeau richement ciselé surmonté de crénelures, et par un dôme polygonal sur chacune des tours d'angle.
La façade est plus large que la nef adjacente. L'intérieur de la synagogue a fait l'objet d'une rénovation approfondie à une date inconnue. Une comparaison de photos à différentes dates, montre que les riches peintures intérieures et les nombreuses plaques inscrites ont été supprimées en grande partie. On constate aussi que les galeries latérales ont été démontées. Sur les côtés, l'espace entre les fenêtres à arc plein cintre en haut et les fenêtres rectangulaires est rempli d'inscriptions bilingues. Le reste de l'intérieur ne semble pas avoir été modifié.
À l'occasion du 75e anniversaire de la synagogue, le dernier rabbin de la communauté, le Dr. David Schönberger, indique que : 
« l'intérieur de la synagogue, entièrement de style mauresque, est une structure cubique de grande hauteur, dont la forme claire et simple a un effet calmant et focalise toute l'attention sur l'Arche Sainte sculptée et colorée. Le mobilier, les sièges, les candélabres dorés et la bimah finement ciselée ont été réalisés suivant les plans de Wickops afin de préserver l'unité de style. »

### Sa destruction
La synagogue est incendiée lors de la nuit de Cristal, du 9 au 10 novembre 1938 par des membres de la SA et de la SS, qui s'étaient au préalable regroupés dans un commissariat de police avoisinant. Aux environs de 2 h 30 du matin, une quinzaine d'hommes, armés de machettes, de haches et d'autres outils, pénètrent dans la synagogue, se saisissent des objets de culte et, fracassent les bancs de bois qu'ils empilent au milieu de la nef. Après avoir aspergé d'essence le tas de bois, ils y mettent le feu. L'incendie fait bientôt rage, accéléré par des trous effectués dans la toiture de la synagogue. Quelques hommes montent sur le toit afin d'abattre l'étoile de David, juste avant que le dôme ne s'effondre.
Edgar Friesen, membre avant la Seconde Guerre mondiale, de la communauté juive d'Aix-la-Chapelle, émigra en Israël, changea son nom en Arieh Eytan et habitera au kibboutz Gesher. Il raconte en 1988 comment il a vécu 50 ans auparavant l'incendie de la synagogue pendant la nuit de Cristal: 
« La synagogue et les installations adjacentes, y compris la maison des jeunes, étaient le centre de la vie juive et étaient considérés pour nous tous comme beaucoup plus qu'une maison. Je suis resté là plusieurs minutes. Les pompiers ont essayé d'éviter que le feu ne se propage à tout le quartier, mais n'ont rien fait pour éteindre l'incendie. Quand une des coupoles est tombée en morceau, ce fut comme si quelqu'un m'avait enfoncé un couteau dans le cœur. »
Les journaux allemands rapportent les faits en faisant porter l'entière responsabilité de ce qui s'est passé à la communauté juive. Les journaux de Maastricht (Pays-Bas) et d'Eupen (Belgique), villes situées à seulement quelques kilomètres d'Aix-la-Chapelle, envoient leurs correspondants sur place qui témoignent.
Le correspondant du Limburgs Dagblad, journal de Maastricht, décrit le jour même l'ambiance en ville: 
« De la maison de prière juive, il ne reste que les murs extérieurs. L'intérieur a complètement brûlé [...]. La place est pleine de gens qui regardent de manière indifférente les ruines. Personne ne dit rien.  »
Le journal catholique d'Eupen, le Grenz-Echo critique particulièrement dans son édition du 12 novembre le rôle déshonorant des pompiers d'Aix-la-Chapelle. La synagogue continuait de brûler le 10 dans l'après-midi, mais la brigade des pompiers obéissait aux paroles de Schiller: Müßig sieht er seine Werke und bewundernd untergehen (Privé d’espoir, l’homme cède à la force des Dieux et regarde, frappé de stupeur, son œuvre s’abîmer).
Fin 1938, les ruines de la synagogue sont rasées sur ordre de la ville, et les frais de démolitions mis à la charge de la communauté juive.
Deux ans après la guerre, un procès contre les auteurs de l'incendie se déroule devant un tribunal militaire britannique. Parmi les accusés, on trouve l'ancien maire Quirin Jansen, l'ancien chef de la police Karl Zenner et l'ancien chef nazis du district, Eduard Schmeerofen. Les deux derniers sont condamnés à des peines de prison.

## L'après-guerre

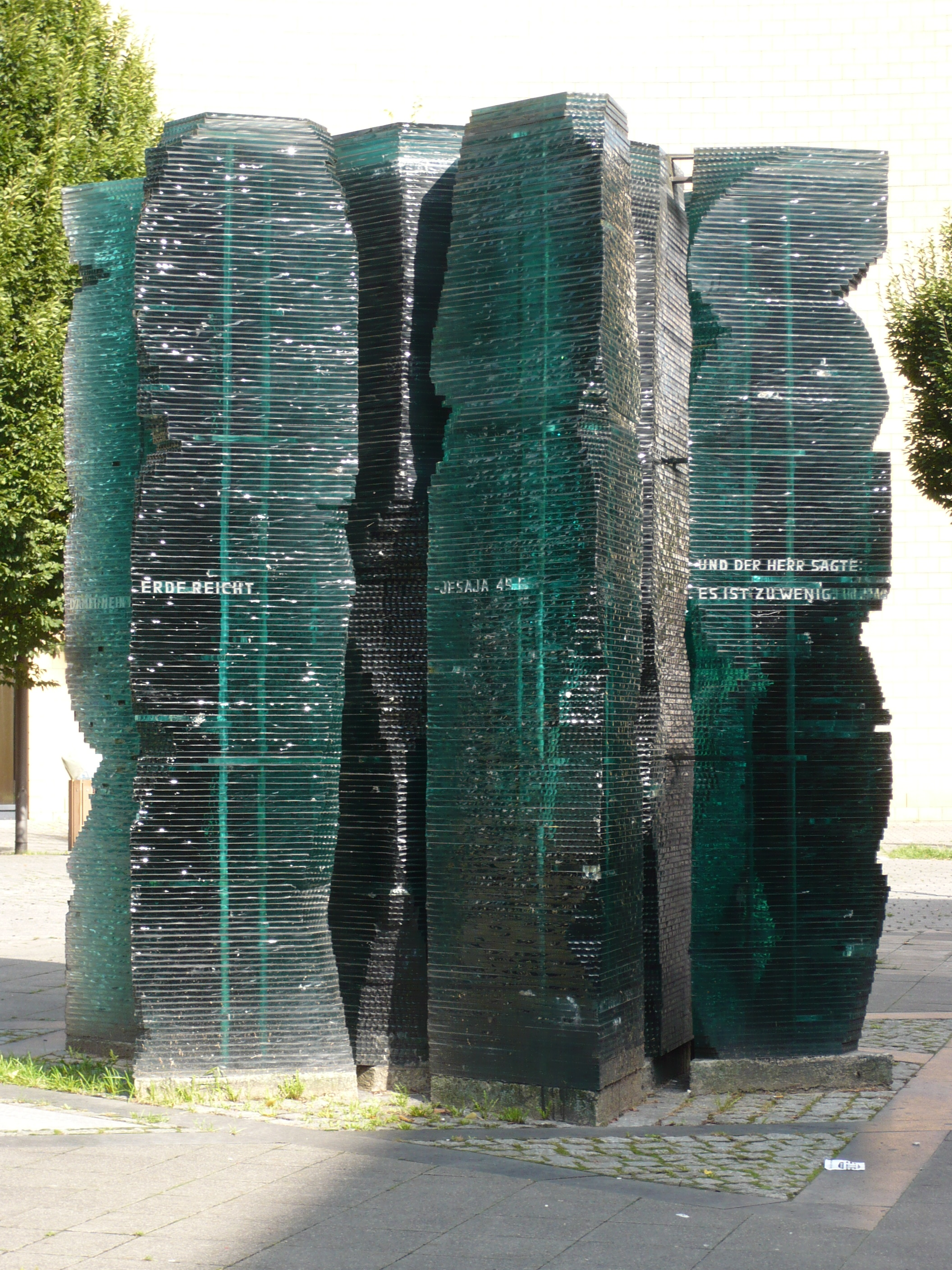
Mémorial situé à l'emplacement de l'ancienne synagogue.

Sur les 700 Juifs d'Aix-la-Chapelle déportés en Pologne et les 250 à Theresienstadt, seulement 25 survivants retournent après la guerre dans leur ancienne ville natale. Aix-la-Chapelle est l'une des rares villes d'Allemagne où se reforme une petite communauté juive après 1945.
À la fin des années 1950, la communauté inaugure dans l'Oppenhoffallee un nouveau centre communautaire avec une salle de prière pouvant accueillir 120 personnes. Auparavant, elle tenait ses offices dans divers espaces de fortune, dans la Wilhelmstraße ou sur la Theaterplatz.
Le 8 novembre 1984, est inauguré sur l'ancienne Promenaden-Platz, rebaptisée Synagogenplatz, un mémorial conçu par le sculpteur Heinz Tobolla en souvenir de la synagogue détruite et des Juifs d'Aix-la-Chapelle morts pendant la Shoah. Sur des plaques fixées au pied du monument, sont inscrits les textes suivants.:  
« :En 797, Charlemagne envoya son interprète juif Isaac d'Aix-la-Chapelle
en mission politique auprès du calife Hâroun ar-Rachîd.
Dans les années 1933 - 1945, les autorités allemandes déportèrent 700 citoyens d'Aix vers les camps de la mort.
Entre ces dates, se sont près de 1 200 ans de vie juive à Aix-la-Chapelle. »
« Le 9 novembre 1938, les nazis ont détruit par un incendie criminel
 la synagogue de la communauté juive d'Aix-la-Chapelle, qui se situait à cet endroit.
Le bâtiment portait l'inscription:
«Ma maison sera appelée une maison de prière, pour tous tes peuples» (Isaïe 56.7) »
Une autre plaque indique que le mémorial a été érigé par l'Église catholique et l'Église protestante d'Aix-la-Chapelle, comme un avertissement contre toutes les haines et toutes les hostilités.

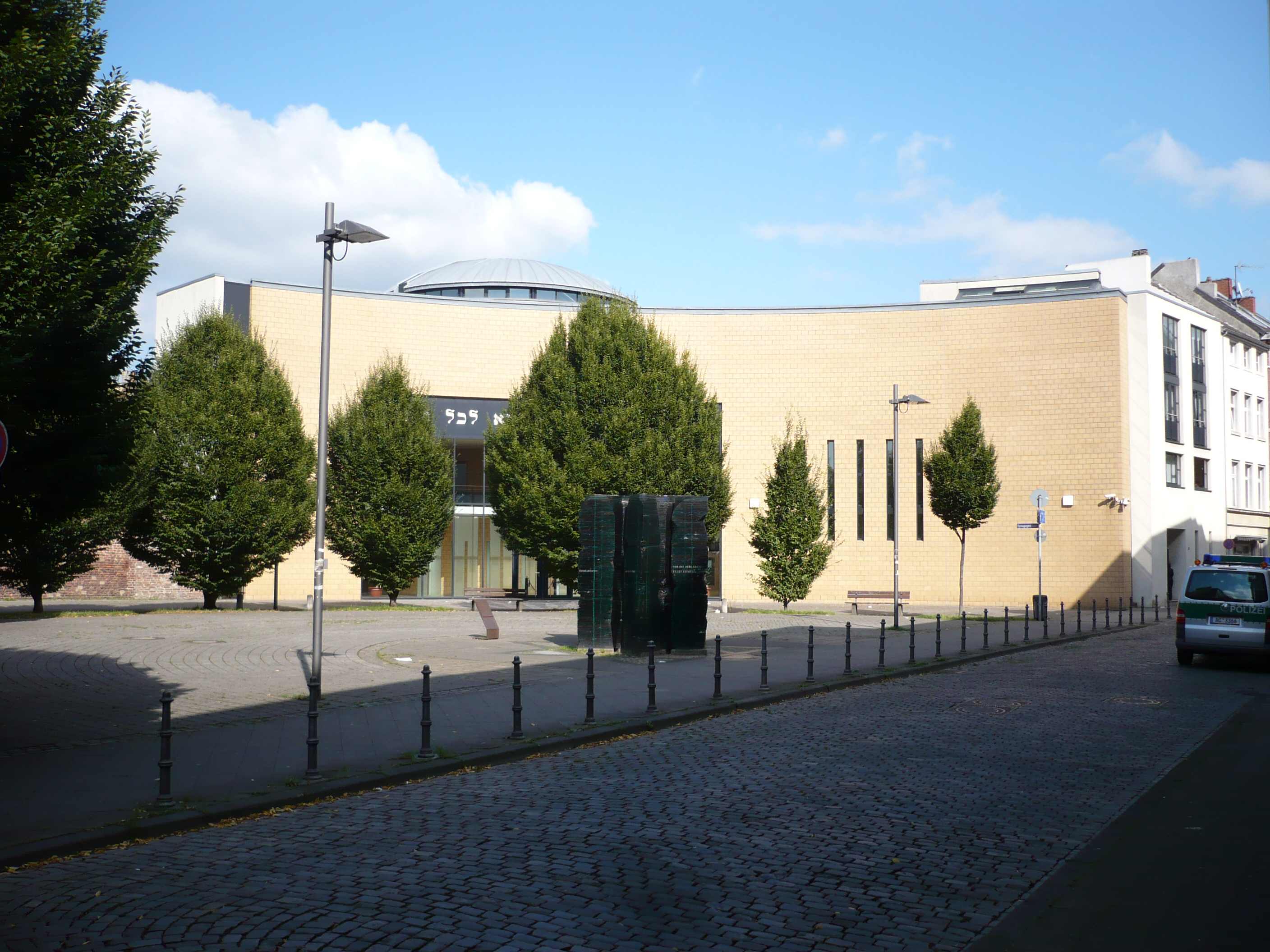
La nouvelle synagogue d'Aix-la-Chapelle, inaugurée en 1995.

À l'été 1990, avec l'arrivée d'émigrants de l'ancienne Union soviétique, le nombre de membres de la communauté juive d'Aix-la-Chapelle atteint environ 1 500 personnes.
À l'été 1993, à l'emplacement de l'ancienne synagogue, est posée la première pierre pour la construction d'une nouvelle synagogue. Celle-ci, conçue par l'architecte juif allemand Alfred Jacoby, sera inaugurée deux ans plus tard en 1995. Le monument commémoratif se trouve donc maintenant devant la nouvelle synagogue.
À l'endroit où se situait avant-guerre l'école juive, une plaque commémorative a été apposée:
« 1933 - Contre l'oubli - 1945
Depuis 1928, se trouvait à cet endroit l'école juive.
 En 1938, les enfants juifs ont été expulsés des écoles de la ville,
ce fut la seule école que les enfants juifs ont été autorisés à fréquenter.
Pendant les déportations, elle a été dissoute. »
Depuis 2007-2008, des Stolpersteine (pierres d'achoppement) sont incrustées dans le trottoir devant le dernier domicile connu des personnes disparues pendant la Shoah. En 2016, on en compte environ 60. Chaque pierre est recouverte d'une plaque de cuivre avec le nom de la victime, sa date de naissance et de sa mort si celle-ci est connue. Des Stolpersteine rappellent qu'Edith, Margot et Anne Frank ont habité Aix-la-Chapelle avant de partir pour Amsterdam.